# Дондуп Цетен Дордже
Дондуп Цетен Дордже (тиб. དོན་གྲུབ་ཚེ་བརྟན་རྡོ་རྗེ; д/н–1620) — міванг (правитель) Цангу в 1544—1565 роках.

## Життєпис
Походив з роду Рінпунпа. Другий син Нгаван Намг'яла, правителя Цангу. Здобув ґрунтовнубуддійську освіту, мав знання з Ваджраянасікхари. Замолоду брав участь у походах батька. Потім самостійно очолив похід проти володіння Лхундрубцзе в області Нам, яке підкорив. Оскільки його старший брат Падма Карпо помер ще за життя батька, то Дондуп Цетен Дордже став спадкоємцем.
1544 року отримав владу. Втім у 1547 році вимушен був розділити панування в Цангу з братами Нгаван Джігме Дракпою і Рінченои Ванг'ялом. Для позначення старшого статусу прийняв титул міванг (володар людей).
Продовжив політику попередників щодо підтримки секти Карма Каг'ю. допомагав Кармапі VIII зводити монастир Сунграп Лінг. Разом з тим надавав підтримку секті Друкпа Каг'ю, 1549 року вітавши в Рінпінпі Г'ялванг Друкпу IV.
До 1550 року після смерті брата Рінчен Ванг'яла розділив його володіння зіншим братом Нгаван Джігме Дракпою, що став рівним співволодарем. 1555 року вони спробували захопити державу Манг'юл Гунгтанг вЗахідному Тибеті, де зберігала вплив секта Сак'я. Втім похід був невдалим. Це завдало суттєвого ударуавторитету роду Рінпунпа.
1557 року проти Дондуп Цетен Дордже та його брата повстав Карма Цетен. Війна з ним тривала до 1565 року, коли владу Рінпунпи в Цангу було повалено. Зміг зберегти володіння Лхунпоцзе, де тримав свій двір. Визнав владу Карма Цетена.
В наступні роки надавав підтримку секті Друкпа Каг'ю, відремонувавши монастир Чамчен. Буввисвячений заце на ламу. Тепер правителі Лхунпоцзе мали титул чжамбуна (лами-правителя). Помер 1620 року. Йому спадкував син (ім'я невідоме).